# Fuyaira (ciudad)

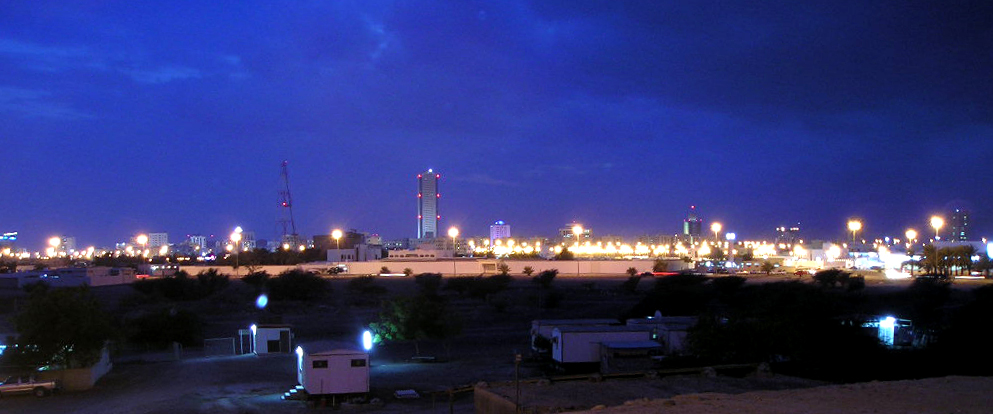
Panorama de la ciudad de noche

Fuyaira es una ciudad de Emiratos Árabes Unidos, es capital del emirato de Fuyaira. Es a la vez la única capital emiratí que se encuentra en el golfo de Omán (los otros seis están en el golfo Pérsico), se encuentra cercana al límite con Omán, ya que está a una quincena de kilómetros al sur, y el enclave omaní de Madha que se encuentra al norte.
La ciudad de Fuyaira tiene una población de 93 000 habitantes, concentrando así más de la mitad de la población del emirato.
La principal atracción turística de la ciudad reside en sus fuertes, a sólo 2 km del centro. Se trata de un imponente edificio de barro y ladrillo, construido en 1670 y totalmente renovado en el año 2000. Se compone de tres partes principales que consisten en varias salas y torres.
El aeropuerto principal del emirato, el Aeropuerto Internacional de Fuyairah, se encuentra al sur de la ciudad de Fujairah.